# Dirk Schimmelpfennig

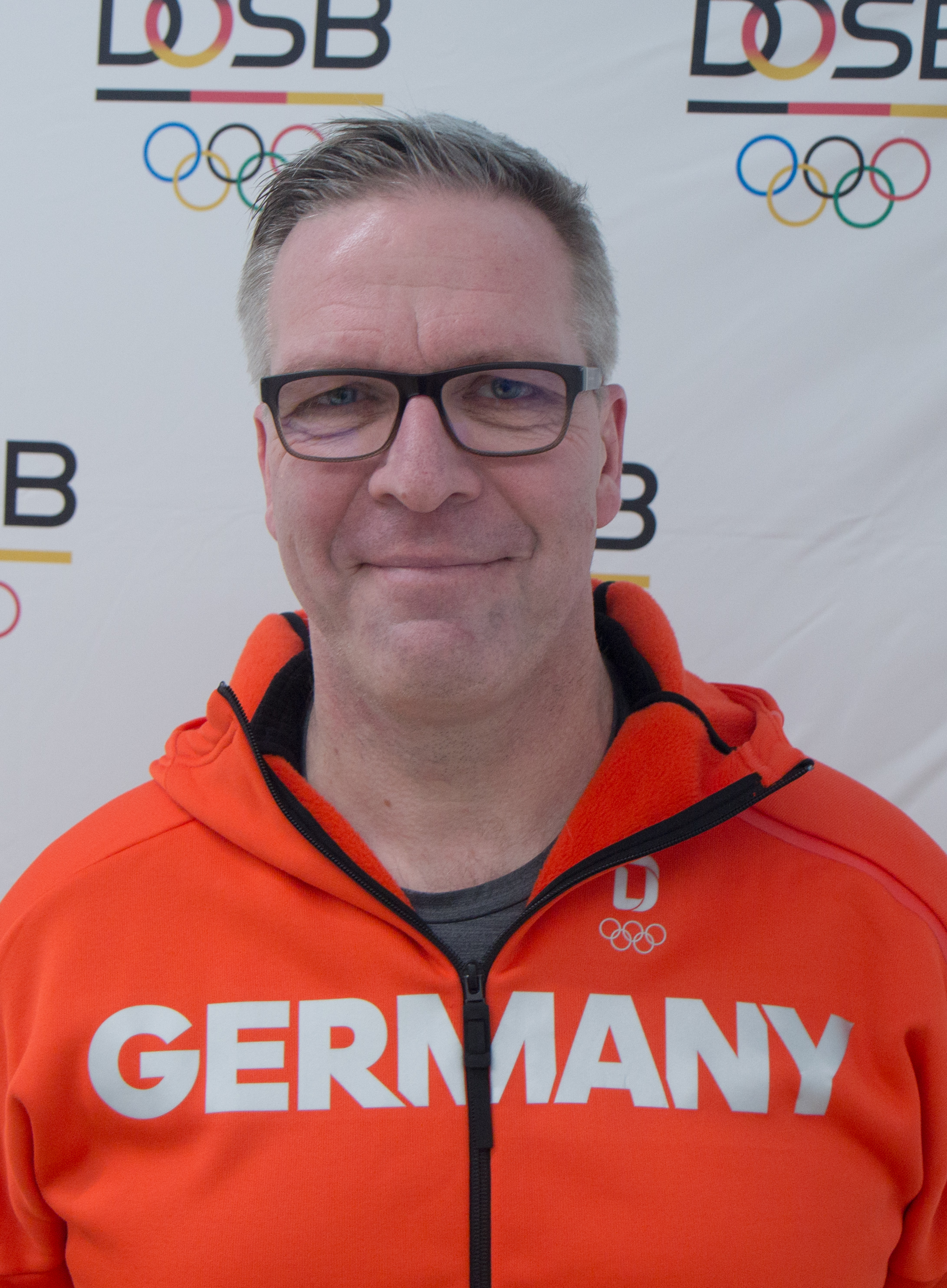
Dirk Schimmelpfennig, 2018

Dirk Schimmelpfennig (* 19. April 1962 in Hürth) ist ein ehemaliger Tischtennisspieler sowie Trainer und war vom 1. März 2015 bis 31. Dezember 2022 Vorstand Leistungssport beim Deutschen Olympischen Sportbund (DOSB).

## Werdegang
Dirk Schimmelpfennig spielte mit dem Verein TTC Brauweiler in der Ober- und Regionalliga. 1978 begann er mit der Trainertätigkeit in der Umgebung von Köln. Bis 1983 trainierte er die Jugendlichen des Vereins DJK Hürth, danach betreute er sechs Jahre lang ein Talentsichtungsprojekt in Pulheim/Brauweiler. Nach dem Abitur am Ernst-Mach-Gymnasium Hürth (1981) begann er ein Doppelstudium. 1989 erwarb er neben seinem Studium der Wirtschaftswissenschaften an der Deutschen Sporthochschule Köln sein Diplom als Sportlehrer. Parallel zum Studium hatte er auch als Honorartrainer beim Deutschen Tischtennis-Bund (DTTB), beim Westdeutschen Tischtennis-Verband WTTV und in Luxemburg gewirkt. Zudem war er zeitweise in die Nachwuchsarbeit bei Borussia Düsseldorf eingebunden. 1988 verhalf er der Damenmannschaft des TSG Dülmen zum Aufstieg in die 1. Bundesliga. Von 1989 bis 1990 war er Nationaltrainer von Luxemburg.
1991 nahm Schimmelpfennig seine Tätigkeit beim DTTB auf und löste Istvan Korpa als Damen-Bundestrainer ab. Unter seiner Leitung wurde die deutsche Damenmannschaft 1996 Europameister und ein Jahr später Bronzemedaillengewinner bei der Weltmeisterschaft. 1996 wurde ihm vom DTTB zusätzlich noch die Aufgabe als Spitzensport-Koordinator übertragen, wonach er verantwortlich war für die Koordination und die Konzeption im gesamten Erwachsenenbereich sowie für die neu eingerichtete Fördergruppe der weiblichen und männlichen Nachwuchsspieler. Ihm zur Seite gestellt wurde Martin Adomeit. 1998 übernahm er noch als Nachfolger von Glenn Östh den Posten des Bundestrainers für die Herren, welche unter seiner Leitung 1999 und 2000 Erster in der Europaliga wurden und bei der Europameisterschaft 2000 das Endspiel erreichten. Im Jahr 2000 wurde er im Rahmen einer Neustrukturierung durch den DTTB Cheftrainer, 2007 DTTB Sportdirektor. Im Juni 2011 wurde er ins DTTB-Präsidium aufgenommen als Mitglied mit beratender Stimme.
Als der DTTB für die Europameisterschaft 2013 vier gebürtige Chinesinnen nominiert hatte, wurde dies nach Medienberichten heftig kritisiert. Schimmelpfennig wies die Kritik mit dem Satz „Wir unterscheiden nicht zwischen deutsch und deutscher“ zurück. Allein die Leistung zähle.
Am 1. März 2015 gab er das Amt des DTTB-Sportdirektors auf und wurde Vorstand Leistungssport beim Deutschen Olympischen Sportbund (DOSB). In dieser Position war er Sportlicher Leiter der deutschen Olympiamannschaft Rio 2016 und Chef de Mission des Oympiateams Deutschland Pyeongchang 2018.

## Auszeichnungen
1994 und 1996 wurde Dirk Schimmelpfennig vom Verband Deutscher Tischtennis-Trainer VDTT zum Trainer des Jahres gewählt.

## Funktionen außerhalb des DTTB
- seit November 2007: Vertreter der Sommersportverbände im Kuratorium der Trainerakademie Köln
- Oktober 2008 – Oktober 2010: Mitglied der Expertengruppe der Europäischen Tischtennis-Union ETTU
- seit Mai 2009: Mitglied des Beirats Leistungssportentwicklung des Deutschen Olympischen Sportbundes DOSB
- seit Mai 2009: Korrespondierendes Mitglied im Technischen Komitee des Tischtennis-Weltverbandes ITTF
- seit Januar 2011: Mitglied des Kuratoriums der Sportstiftung NRW

## Privat
1996 heiratete Dirk Schimmelpfennig die frühere Tischtennis-Jugendnationalspielerin Annette Lenzen. 2001 heiratete er nochmal, aus dieser Ehe ging eine Tochter hervor.